# Rip It Up (chanson de Little Richard)
Pour les articles homonymes, voir Rip It Up (homonymie).
Rip It Up est une chanson de rock 'n' roll de 1956 écrite par John Marascalco et co-créditée à Robert Blackwell.
Initialement interprétée par Little Richard et titre éponyme de trois de ses compilations, elle a été reprise par plus d'une centaine d'artistes dont Bill Haley and His Comets, Elvis Presley, Buddy Holly ou encore les Beatles.

## Version de Little Richard
En 1956, Robert 'Bumps' Blackwell achète deux chansons à Johnny Marascalco. Rip it up occupe la face A et devient le troisième simple de Little Richard, le titre Ready Teddy faisant office de piste auxiliaire.
Les deux chansons sont enregistrées aux studios J&M à la Nouvelle-Orléans le 9 mai 1956. Le disque sort en juin 1956 chez Speciality Record, sous la référence SP-579-45.
Sa version voit la participation de
- Little Richard – voix, piano
- Lee Allen – saxophone tenor
- Alvin "Red" Tyler – saxophone bariton
- Frank Fields – basse
- Earl Palmer – percussions
- Edgar Blanchard, Ernest McLean – guitare

### Classement
| Classement                       | Meilleure position |
| -------------------------------- | ------------------ |
| États-Unis (Billboard Hot 100)   | 17                 |
| États-Unis (Billboard R&B)       | 1                  |
| Royaume-Uni (Official UK Charts) | 30                 |
| Belgique (Ultratop Vlanderen)    | 6                  |
| Belgique (Ultratop Wallonie)     | 25                 |

En 1977, un vinyle deux titres reprenant Good Golly Miss Molly (face A) et Rip It up (face B) sort au Royaume-Uni et atteint la 37e position du classement.

### Compilations
Rip It Up est le titre éponyme de plusieurs compilations de Little Richard.
En 1973 sort une compilation chez le label anglais Joy Records sous la référence JOY S 260. Elle comporte 10 titres, enregistrés entre 1964 et 1971, tous issus du label Vee-Jay Record.
En 2004, Music Digital publie une compilation de 18 titres sous la référence CD6556.
En 2008, Great Voices of the Century diffuse une compilation en 2 CD sous la référence GVC 2019.

## Version de Bill Haley and His Comets
Bill Haley enregistre une version quelques semaines plus tard. Le simple sort le 6 août 1956 chez Decca Records, sous la référence 30028.
La même année, le groupe apparait dans le film Don't Knock the Rock et y interprète ce titre.

### Classement
| Classement                       | Meilleure position |
| -------------------------------- | ------------------ |
| États-Unis (Billboard Hot 100)   | 25                 |
| Royaume-Uni (Official UK Charts) | 4                  |
| Belgique (Ultratop Vlanderen)    | 6                  |
| Belgique (Ultratop Wallonie)     | 25                 |

### Compilation
Rip It Up est également le titre éponyme d'une compilation de Bill Haley sortie en 1968 chez MCA Records.

## Autres versions
Une centaine d'interprètes a repris cette chanson. Parmi les artistes remarquables, on peut mentionner :
- Elvis Presley (#27 au Billboard Hot 100 en février 1957[18]),
- The Everly Brothers (1957),
- Adriano Celentano (1958),
- Chuck Berry (1961),
- Vince Taylor (1962),
- Gene Vincent (1963),
- Buddy Holly (1964),
- The Tornados en 1964 sur leur album Away from It All,
- Gerry and the Pacemakers (1965),
- Wanda Jackson , sur deux albums : Two Sides of Wanda (1964) et The Party Ain't Over (2011),
- En 1968, James Last inclut une version instrumentale dans son medley Summertime Blues / Muskrat Ramble / Rip It Up,
- En 1969, les Beatles en enregistrent une version durant la séances Get Back du 26 janvier 1969. Cette prestation est éditée dans un medley (Rip It Up / Shake, Rattle and Roll / Blue Suede Shoes), publié sur l'album Anthology 3 paru en 1996[19].
- Commander Cody and His Lost Planet Airmen, sur l'album Hot Licks, Cold Steel & Truckers Favorites en 1972,
- Shakin' Stevens (1972),
- En 1975, John Lennon réalise lui aussi un medley (avec Ready Teddy) sur son album Rock 'n' Roll,
- Sylvie Vartan, dans un medley associé à Trouble, Summertime Blues et Whole Lotta Shakin' Goin' On en 1982,
- The Zombies en 1985,
- En 2004, Hanson sur l'album Underneath Acoustic Live,
- James Booker, dans un medley avec Long Tall Sally, disponible sur l'album Live From Belle Vue en 2015,
- Cliff Richard en 2013 sur son album The Fabulous Rock 'n' Roll Songbook.

### Adaptations en langue étrangère
Informations issues de Second Hand Songs, sauf mentions contraires.
| Année | Langue      | Titre                                       | Adaptation          | Interprète(s)                                         |
| ----- | ----------- | ------------------------------------------- | ------------------- | ----------------------------------------------------- |
| 1963  | Français    | C'est le soir                               | Eddy Mitchell       | Eddy Mitchell                                         |
| 1968  | Français    | C'est samedi soir                           | Johnny Farago       | Johnny Farago                                         |
| 1973  | Finnois     | Juhlimaan                                   | Roy Rabb            | Jussy and the Boys, Vilperin Perikunta (2012, medley) |
| 1981  | Italien     | Mi fanno ridere                             | Cristiano Minellono | Adriano Celentano                                     |
| 1984  | Néerlandais | Blue Suede Shoes / Rip It Up / Tutti Frutti | Johan Verminnen     | Will Tura                                             |
| 1984  | Norvégien   | Lørdagskveld                                | Viggo Sandvik       | Vazelina Bilopphøggers                                |
| 1989  | Allemand    | Heute Nacht                                 | Lutz Kerschowski    | Kerschowski & Blankenfelder Boogie-Band               |
| 2007  | Allemand    | Samstag Nacht                               | Peter Kraus         | Peter Kraus                                           |

## Dans les médias
Informations issues de IMDB, sauf mentions complémentaires.
- En 1956, la version de Bill Haley est utilisée dans le film Don't Knock the Rock, film dans lequel Little Richard fait également une apparition[22].
- En 1981 dans le film The Loveless,
- Alvin and the Chipmunks enregistre une version pour Film Flam, un épisode de leur série animée diffusé en 1985[23].
- En 1985, dans le film Mischief (en).
- En 1987, Los Lobos enregistre leur propre version pour le film La Bamba, bien que le titre ne figure pas sur la bande originale[24].
- En 1990, dans le film Elles craquent toutes sauf une.
- En 2007, dans le film Hounddog.
- En 2010, dans le jeu vidéo Mafia II.
- En 2012, dans le film Expendables 2 : Unité spéciale
- En 2012, dans la série Vegas (saison 1, épisode 8)
- En 2016, dans la série Vinyl (épisode 5).
- En 2020, le groupe Butcher Brown (en) reprend et adapte le titre pour créer le nouveau thème de Monday Night Football sur ESPN. Les paroles d'introduction « Well, it's Saturday night and I just got paid » deviennent « It's Monday night and I'm feeling fine »[25].
- En 2025, dans le film The Monkey[26].